# Amphisbaena miringoera
Amphisbaena miringoera é uma espécie de réptil pertencente ao gênero Amphisbaena. É endêmica ao Brasil, ocorrendo nos estados de Tocantins, Piauí, Pará e Mato Grosso.
Descrita cientificamente por Vanzolini em 1971. Trata-se de uma espécie fossorial, caracterizada por um corpo cilíndrico e escamas uniformes que facilitam a locomoção subterrânea